# 崔貞基

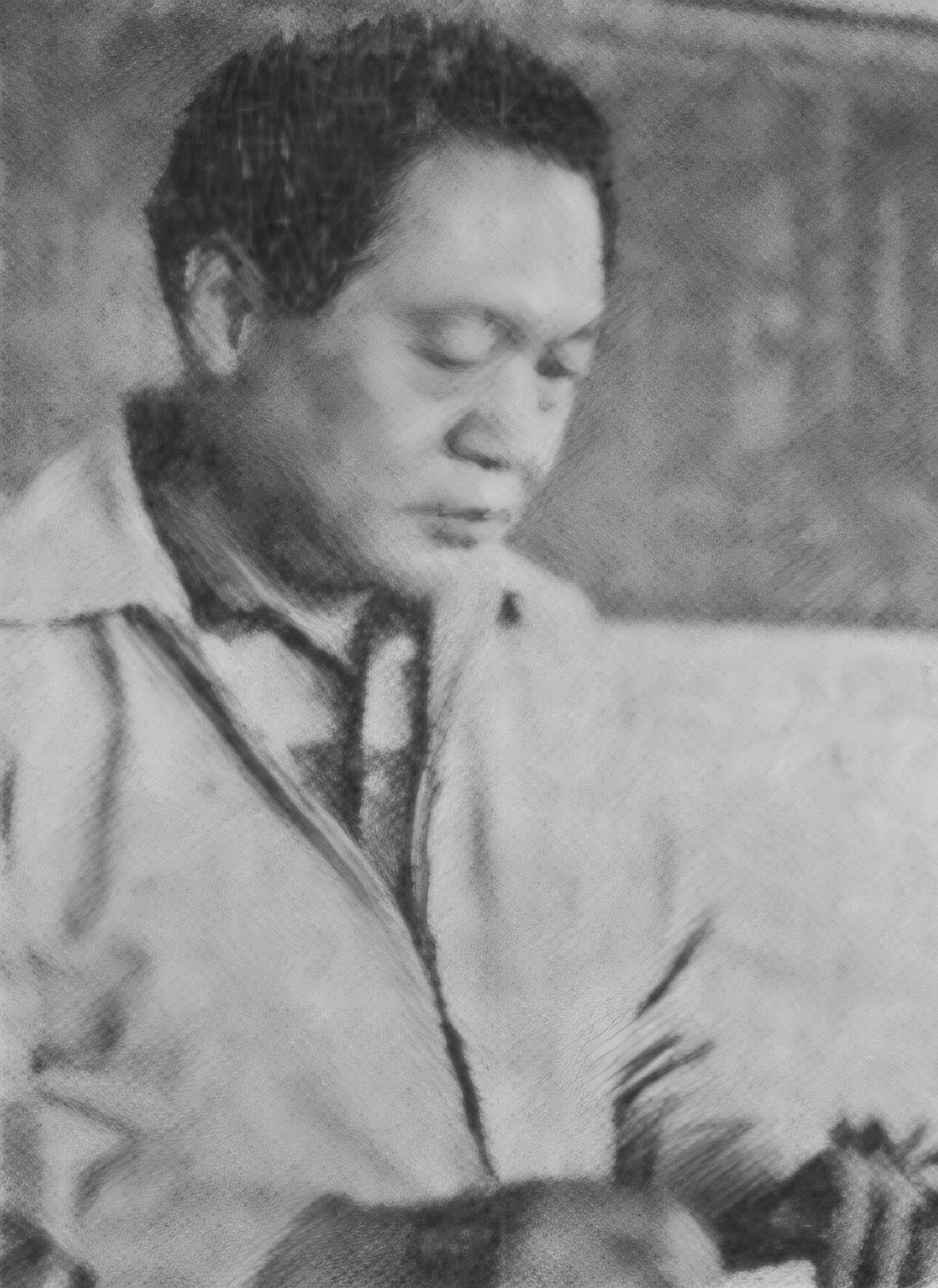
1971年

崔 貞基（チェ・ジョンギ、朝鮮語: 최정기、1913年4月20日 - 2000年2月1日）は、日本統治時代の朝鮮の独立運動家、実業家、大韓民国の教育者、政治家。第2代朝鮮大学校総長、第6代韓国国会議員。

## 経歴
日本統治時代の全羅南道光州郡（現・光州広域市）出身。京都中学校、光州農業学校（現・光州自然科学高等学校）卒。1929年に農高読書会の幹部として光州学生運動に参加したため、治安維持法違反などにより検挙され、1930年に懲役3年を、1931年に懲役1年を処されたことがある。その後は東京工業大学化学工学科、朝鮮大学校大学院を卒業した。日本光科学工業株式会社専務取締役、高麗美油株式会社社長、第2代朝鮮大学校総長（1960年6月11日〜1961年8月27日）、光州学生独立運動同志会長を歴任した。1963年の第6代総選挙で民主共和党の候補として全国区から国会議員に当選したほか、民主共和党光州甲区委員長・全羅南道支部委員長・全南第1地区党委員長・党務委員・中央委員会副議長、国会文公委員・運営委員、全羅南道教育監、新民主共和党副総裁を務めた。
2000年に死去、享年87。